# Carl Christian Eberstein
Carl Christian Eberstein, född den 23 mars 1794, död den 16 mars 1858, var en svensk präst och poet. Han var son till biskop Carl Johan Eberstein.
Eberstein blev 1812 docent i grekiska vid Lunds universitet, 1819 rektor vid Helsingborgs läroverk och 1821 titulärprofessor. År 1824 blev han kyrkoherde i Visseltofta, och 1835 i Västra Karup. 
Eberstein utgav, förutom predikningar och akademiska avhandlingar, diktsamlingarna Mina tidsfördrif (1826) och Mina höstblommor (2 band, 1853-60) samt den mot biskop Wilhelm Faxe i Lund riktade pamfletten Bispen. Utkast till en poetisk kalender för år 1853 (1852).